# Clint Malarchuk
Clint Regan Malarchuk (* 1. Mai 1961 in Grande Prairie, Alberta) ist ein ehemaliger kanadischer Eishockeytorwart, der von 1981 bis 1992 für die Québec Nordiques, Washington Capitals und Buffalo Sabres in der National Hockey League spielte.

## Karriere
Clint wurde an 74. Stelle von den Québec Nordiques beim NHL Entry Draft 1981 gezogen und spielte in seinem ersten Jahr als Profi eine solide Rolle in der AHL mit 51 Spielen für die Fredericton Express. In der Saison 1982/83 pendelte er zwischen der National Hockey League und den Minors, wo er zusammen mit Brian Ford den Harry „Hap“ Holmes Memorial Award für das beste Torhütergespann der American Hockey League erhielt.
Der Durchbruch in der National Hockey League kam 1986/87, als er 54 Spiele für die Québec Nordiques bestritt und als Ersatzgoalie der NHL-Allstars für die Rendez-vous ’87-Serie berufen wurde. Auch wenn er in diesen Jahren erster Torhüter bei den Nordiques war, hatte er seine besten Spielzeiten, wenn er sich den Nummer-1-Posten mit einem anderen Goalie teilte. So zum Beispiel Ende der 80er/Anfang der 90er bei den Buffalo Sabres, als er sich diesen Job mit Daren Puppa teilte, aber nach und nach von diesem verdrängt wurde.
1991/92 endete dann seine NHL-Karriere und er verbrachte ab der Saison 1992/93 den Rest seiner Karriere in den Minors. Dort spielte er in der IHL für die San Diego Gulls (wo er gleich in seinem ersten IHL-Jahr die meisten Siege (34) verbuchte) und Las Vegas Thunder. Bei den Thunder wurde nach seinem Karriereende 1997 seine Trikotnummer als erste in der Geschichte des Teams nicht mehr vergeben.
Während seiner gesamten Karriere bestritt er fast 700 Spiele als Profi, davon über 300 Spiele in der NHL.
Seit dem 2. August 2006 war Clint Malarchuk der Torwart-Trainer der Columbus Blue Jackets (NHL). Aktuell ist er bei den Calgary Flames beschäftigt.

## Der Unfall
In einem der ersten Spiele nach seinem Wechsel von Washington zu den Sabres erlangte er gleich tragische Berühmtheit.
Während des Spiels gegen die St. Louis Blues am 22. März 1989 ereignete sich eine Szene, die eigentlich völlig normal schien und in jeder Partie mehrmals vorkommt: Steve Tuttle von den Blues stürmte auf das von Malarchuk gehütete Tor zu und wurde vom deutschen Verteidiger der Sabres, Uwe Krupp, bedrängt. Tuttle verlor aber das Gleichgewicht und stürzte mit gestrecktem Bein in den Torraum, wo sein Schlittschuh Malarchuk am ungeschützten Hals traf und ihm so eine Drosselvene aufschnitt. Clint nahm sich sofort die Maske vom Kopf, während sich infolge des schweren Blutverlustes bereits eine große Blutlache bildete.
Der Blutverlust war so stark, dass er in wenigen Minuten verstorben wäre, wenn ihm nicht einer der Betreuer – ein Vietnamkriegsveteran – die Blutung sofort gestillt hätte, indem er seinen Finger bis zum Eintreffen des Notarztes in die Vene hineinsteckte. Die Wunde wurde schließlich im Krankenwagen genäht. Obwohl man ihm sagte, er würde für den Rest der Saison ausfallen, befand er sich vier Tage später bereits wieder im Training und stand eine Woche später wieder auf dem Eis.
Dieser Unfall veranlasste viele Goalies einen Hals-Schutz zu tragen und ging als einer der schrecklichsten Eishockey-Unfälle in die Geschichte ein.

## Erfolge und Auszeichnungen
- 1983 Harry „Hap“ Holmes Memorial Award (gemeinsam mit Brian Ford)
- 1987 Teilnahme am Rendez-vous ’87
- 1993 James Norris Memorial Trophy (gemeinsam mit Rick Knickle)

## Karriere als Trainer
2002 übernahm Malarchuk den Posten als Torwarttrainer der Florida Panthers und trainierte zwei Jahre lang unter anderem Roberto Luongo, der 2004 für die Vezina Trophy als bester Torhüter der NHL nominiert wurde. Die Saison 2004/05 verbrachte er als Assistenz-Trainer in der AHL bei den San Antonio Rampage, dem Farmteam der Panthers. Seit 2006 war er Torwarttrainer der Columbus Blue Jackets. Im Juni 2011 wurde er von den Calgary Flames als Torwarttrainer geholt.